# Одинцов, Арнольд Борисович
Арнольд Борисович Одинцов (настоящая фамилия Одер; 11 (24) сентября 1913, Харьков — 1971, Переделкино) — русский советский писатель.

## Биография
Родился в Харькове в семье Бориса Семёновича Одера (1886 — после 1940) и Лидии Бенционовны Утевской. Отец был меньшевиком, руководителем студенческой социал-демократической организации, с 1909 года — режиссёром театра при Рабочем доме в Харькове, гласным городской думы; после Февральской революции работал редактором газеты «Наш путь», был кандидатом во Всеукраинское Учредительное Собрание УНР по Харьковскому избирательному округу (1917); арестован в 1940 году. Дед, Шимин (Семён) Аронович Одер, был членом правления харьковской еврейской общины и председателем правления синагоги в Соляниковском переулке, дом № 15.
Окончил Всесоюзный коммунистический университет имени Я. М. Свердлова. Печатался с 1935 года. В годы Великой Отечественной войны — на фронте, был военным корреспондентом.
Опубликовал книги очерков, рассказов и повестей «В Жигулях» (1952), «Путь в Мещеру» (1957), «Из дома в дом» (1960), «Генерал Андросов» (1965), «Прорыв» (1966), «О войне и любви» (1970), «Штрафная рота» (1990). Переводил с таджикского, узбекского и татарского языков.

## Семья
Тётя (сестра матери, Любовь Борисовна Утевская) была замужем за доктором физико-математических наук, проректором МГУ Степаном Васильевичем Калининым.
Двоюродная сестра — французский филолог Рейнэ Крю (фр. Reine Kruh, урождённая Раиса Ионовна Буртман), жена биохимика Жака Крю (фр. Jacques Kruh).